# Autoritratto (Tintoretto Parigi)
L'Autoritratto è un dipinto del pittore veneziano Tintoretto realizzato circa nel 1588 e conservato nel Museo del Louvre a Parigi in Francia. 

## Descrizione
Il dipinto, probabilmente, è il suo ultimo autoritratto intorno all'età 70 anni verso l'anzianità. Si presenta di profilo frontale con i capelli e barba di colore grigio-chiaro.
Il volto indica una «densità dell'ossatura e la profondità dell'espressione», indossa un abito scuro che quasi si mimetizza con lo sfondo.
Prima di essere conservato al Louvre fece parte della collezione di Maria Antonietta al Castello di Saint-Cloud nel 1785.